# Сато, Хисато
Хисато Сато (яп. 佐藤 寿人 Сато: Хисато, род. 12 марта 1982[…], Касукабе, Сайтама) — японский футболист, нападающий, провёл большую часть карьеры за «Санфречче Хиросима» в J-Лиге. Является левшой.

## Игровая карьера
Сато является воспитанником молодёжной команды «ДЖЕФ Юнайтед Итихара Тиба». Он был переведён в первую команду ДЖЕФ в 2000 году. Его дебют в лиге состоялся 15 апреля 2000 года в матче против «Джубило Ивата». Он забил свой первый гол 21 марта 2001 года в игре против того же «Джубило Ивата».
Будучи разочарованным в связи с отсутствием игровой практики, он решил перейти в клуб из Второго дивизиона «Сересо Осака» в 2002 году. Тренер «Сересо» Акихиро Нисимура оценил его высоко, так как Сато играл за молодёжную сборную Японии в прошлом году, которой также управлял Нисимура. Однако в начале сезона Сато страдал синдромом Гийена-Барре, из-за чего играл не так много матчей, уступая место в составе Акинори Нисидзаве и Ёсито Окубо. Клуб занял 2 место в дивизионе и получил повышение в классе.
Сато был отдан в аренду в «Вегалта Сэндай» в сезоне 2003 года. В конце концов, он стал основным нападающим, сыграв 30 матчей и забив 9 голов. Несмотря на его усилия, «Сэндай» была понижена в классе. Его арендный договор перешёл на постоянную основу, он сыграл 44 матча лиги и забил 20 голов за «Сэндай» в сезоне 2004 года, но клуб не смог вернуться в высший дивизион.
Он был продан в клуб из элиты «Санфречче Хиросима» в сезоне 2005 года. Он записал в актив два хет-трика и забил 18 голов в сезоне.
Сато дебютировал за сборную Японии 11 февраля 2006 года в товарищеском матче против сборной США. Он забил свой первый гол 22 февраля 2006 года в матче отборочного турнира кубка Азии против Индии. В преддверии чемпионата мира 2006 года он регулярно вызывался в сборную Японии, но не был включён в основной состав тренером Зико.
Сато представлял Японию в 2007 году в финале кубка Азии и сыграл четыре матча в турнире, выходя на замену.
Он является рекордсменом по самому быстрому голу в J-Лиге. Он забил за «Хиросиму» на 8-й секунде после стартового свистка 22 апреля 2006 года в матче против своего бывшего клуба «Сересо Осака».
22 ноября 2015 года Сато догнал Масаси Накаяму в рейтинге бомбардиров J-Лиги (157 голов). В 2017 году после 12 лет в Хиросиме Сато перешёл в «Нагоя Грампус». В 2019 году вернулся в "ДЖЕФ Юнайтед". В конце сезона 2020 года объявил о завершении карьеры.
Его брат-близнец, Юто, тоже профессиональный футболист, играет за «ДЖЕФ Юнайтед Итихара Тиба» и провёл один матч за сборную.
Сато уважает Филиппо Индзаги, а также пытается подражать его стилю игры.

## Достижения

### Командные
«Санфречче Хиросима»
- Чемпионат Японии (Первый дивизион): 2012, 2013, 2015
- Чемпионат Японии (Второй дивизион): 2008
- Суперкубок Японии: 2008, 2013, 2014, 2016

### Личные
- Член символической сборной J-Лиги: 2005, 2012
- Лучший бомбардир Второго дивизиона чемпионата Японии: 2008
- Лучший бомбардир Первого дивизиона чемпионата Японии: 2012
- Самый ценный игрок Джей-лиги: 2012